# Postiljonheide
De Postiljonheide, ook De Postiljon is een natuurgebied van 37 hectare onder beheer van het Goois Natuurreservaat. Het gebied bestaat uit een heideveld, stuifzand (De Witte Bergen), vliegdennen en krentenstruiken. Het wordt omsloten door de Gooyergracht-Zuid in het oosten, de parallelweg langs de A1 in het zuiden en de bebouwing van Laren aan de noordzijde.
Door het gebied loopt een fietspad vanaf het viaduct bij motel De Witte Bergen in noordelijke richting en sluit aan op de Gooiergracht in Laren.
In het noorden van de Postiljonheide zijn sporen van bewoning aangetroffen uit het Neolithicum. De Postiljon ligt ongeveer 5 meter boven NAP op de zuidflank van de stuwwal van Laren en Huizen.
Naast algemene soorten broeden in het gebied vogels als sperwer, grote bonte specht en torenvalk.